# Еврейская улица (Одесса)
Еврейская улица — одна из улиц Одессы, расположена в историческом центре города. Берёт начало от улицы Канатной и заканчивается Преображенской.

## История
Свое название улица получила 19 января 1820 года и была названа в честь синагоги, которая существовала на месте современной Главной синагоги. По некоторым данным первая синагога была возведена ещё в 1795 году. Однако официально известно, что до 1835 года существовал только молебный дом Погребального братства, расположенный на месте двора современной Синагоги Ор Самеах.
Скорее всего, первичным названием было Жидовская. Именно под таким названием она упоминается в рапорте капитана Морозова «В починке бывшего деревянного моста, лежавшего чрез Карантинную балку на Жидовской ул. в 1823 г.». В своем рапорте на имя градоначальника Графа Гурьева сообщено о строительстве так называемого Моста Сикарда через Карантинную балку: «…строится мост на Жидовской ул. на месте прежде бывшего деревянного моста…». В 1824 в документах по строительству этого моста уже указывается вариант «Еврейская».
В 1908 году улица сменила свое название на Скобелевская, а уже в 1909 году — Скобелева, в честь участника Русско-турецкой войны генерал-адъютанта Михаила Дмитриевича Скобелева.
С приходом к власти коммунистов, в 1920 году улица сменила свое название и получила имя немецкого социал-демократа Бебеля, который не имел к Одессе никакого отношения. Во время немецко-румынской оккупации города улица была переименована в честь Муссолини. После освобождения города (1944 год) улица получила новое название, в честь советского разведчика Бадаева, однако, уже в 1947 году улице возвращено имя Бебеля, а в честь Бадаева названа улица на Слободке.
В 1994 году улице возвращено историческое название — Еврейская.

## Исторические здания и памятники архитектуры
- №1 — Дом В. Ф. Докса
- №2а — Склад Порро, жилой дом
- №2 —Доходный дом В. А. Анатра
- №3 — Магазейн Порро, чаеразвесочная фабрика Товарищества преемников А .Губкина «А. Кузнецов и Ко» (снесена)
- №4 — Доходный дом А. Топуза
- №5 — Дом Д. Картацци
- №6 (правосторонний) — Дом Б. М. Вургафта
- №6 (левосторонний) — Дом Б. М. Вургафта
- №6 (центральный) — Жилой дом
- №7 — Дом А. Г. Лейтнекера
- №9 — Доходный дом Дунина
- №10 — Доходный дом Ксида
- №11 — Комплекс городской станции Ю.З.Ж.Д.
- №12 — Доходный дом Ксида
- №13 (восточное крыло) — Склад П. Вайцмана, дом Я. и А. Рабиновичей
- №14 — Доходный дом И. и А. Анатра
- №19 — Доходный дом И. Мельниковой
- №20 — Дом и доходный флигель Я. Бараца
- №21 — Доходный дом Когана
- №22 — Дом Б. Г. Михельсона
- №23 — Дом и доходный флигель А. П. Трояно
- №25 — Главная синагога
- №28 — Дом Гершберга
- №29 — Дом с доходными флигелями В. Когана
- №30 — Дом с доходным флигелем Н. Ф. Мицевич
- №32 — Дом А. Собельман
- №36 — Жилой дом института "Дорпроект" Одесско-Кишинёвской железной дороги
- №40-42 — Доходный флигель Ф. Айзмана
- №43 — Здание Облуправления МВД / КГБ
- №46 — Доходный флигель М. Я. Киржнера
- №48 — Доходный дом Покровской церкви
- №53 — Доходный дом братьев Покорных
- №54 — Дом сотрудников треста Южгидрострой
- №55 — Театр общества ремесленников и промышленников / Новый театр
- №56 — Доходный дом Э. Ф. Францке
- №57 — Доходный дом Л. М. Лютника
- №58 — Доходный дом И. Билифштейна